# Tomáš Zdechovský
Tomáš Zdechovský, češki politik, manager, novinar in pesnik, * 2. november 1979, Havlíčkův Brod.
Do 2014 je delal kot manager agencije za odnose z javnostmi Commservis.com.
Leta 2014 je bil izvoljen na listi KDU-ČSL (krščanskih demokratov) v Evropski parlament.  V Evropskem parlamentu je bil v mandatu 2014–2019 član Odbora za državljanske svoboščine, pravosodje in notranje zadeve (LIBE), član Odbora za proračunski nadzor (CONT) in član Delegacije za odnose z Ljudsko republiko Kitajsko. 
Leta 2019 je bil ponovno izvoljen. V Evropskem parlamentu je v mandatu 2014–19 član Odbora za proračunski nadzor (CONT) in član Odbora za zaposlovanje in socialne zadeve (EMPL).  
Od januarja 2020 je tudi  podpredsednik KDU-ČSL.  
Je tudi avtor štirih pesniških zbirk (Ze zahrady mé milé, Odpusť mým rtům, Intimní doteky in Kapka) in enega romana (Nekonečné ticho).